# Rocheville
Rocheville és un municipi francès situat al departament de la Manche i a la regió de Normandia. L'any 2007 tenia 633 habitants.

## Demografia

### Població
El 2007 la població de fet de Rocheville era de 633 persones. Hi havia 230 famílies de les quals 40 eren unipersonals (24 homes vivint sols i 16 dones vivint soles), 83 parelles sense fills, 99 parelles amb fills i 8 famílies monoparentals amb fills.
La població ha evolucionat segons el següent gràfic:
Habitants censats

### Habitatges
El 2007 hi havia 253 habitatges, 237 eren l'habitatge principal de la família, 8 eren segones residències i 8 estaven desocupats. 251 eren cases i 1 era un apartament. Dels 237 habitatges principals, 203 estaven ocupats pels seus propietaris, 32 estaven llogats i ocupats pels llogaters i 3 estaven cedits a títol gratuït; 1 tenia una cambra, 10 en tenien dues, 23 en tenien tres, 47 en tenien quatre i 157 en tenien cinc o més. 196 habitatges disposaven pel capbaix d'una plaça de pàrquing. A 75 habitatges hi havia un automòbil i a 150 n'hi havia dos o més.

### Piràmide de població
La piràmide de població per edats i sexe el 2009 era:
| Homes | Edats   | Dones |
| ----- | ------- | ----- |
| 0     | 95 o +  | 0     |
| 0     | 90 a 94 | 4     |
| 0     | 85 a 89 | 0     |
| 0     | 80 a 84 | 4     |
| 4     | 75 a 79 | 4     |
| 16    | 70 a 74 | 12    |
| 12    | 65 a 69 | 12    |
| 24    | 60 a 64 | 36    |
| 8     | 55 a 59 | 12    |
| 20    | 50 a 54 | 8     |
| 20    | 45 a 49 | 24    |
| 20    | 40 a 44 | 16    |
| 24    | 35 a 39 | 28    |
| 12    | 30 a 34 | 12    |
| 32    | 25 a 29 | 16    |
| 8     | 20 a 24 | 4     |
| 20    | 15 a 19 | 28    |
| 44    | 10 a 14 | 20    |
| 16    | 5 a 9   | 20    |
| 20    | 0 a 4   | 16    |

## Economia
El 2007 la població en edat de treballar era de 381 persones, 295 eren actives i 86 eren inactives. De les 295 persones actives 285 estaven ocupades (159 homes i 126 dones) i 10 estaven aturades (4 homes i 6 dones). De les 86 persones inactives 33 estaven jubilades, 25 estaven estudiant i 28 estaven classificades com a «altres inactius».

### Ingressos
El 2009 a Rocheville hi havia 236 unitats fiscals que integraven 638,5 persones, la mediana anual d'ingressos fiscals per persona era de 17.113 €.

### Activitats econòmiques
Dels 7 establiments que hi havia el 2007, 1 era d'una empresa de fabricació d'altres productes industrials, 2 d'empreses de construcció, 2 d'empreses de comerç i reparació d'automòbils, 1 d'una empresa d'hostatgeria i restauració i 1 d'una empresa classificada com a «altres activitats de serveis».
Dels 4 establiments de servei als particulars que hi havia el 2009, 1 era un taller de reparació d'automòbils i de material agrícola, 1 paleta, 1 electricista i 1 perruqueria.
L'any 2000 a Rocheville hi havia 44 explotacions agrícoles que ocupaven un total de 440 hectàrees.

## Equipaments sanitaris i escolars
El 2009 hi havia una escola elemental integrada dins d'un grup escolar amb les comunes properes formant una escola dispersa.

## Poblacions més properes
El següent diagrama mostra les poblacions més properes.